# COSMOSOMAS
COSMOSOMAS是一項圓形掃描天文微波實驗，旨在研究宇宙微波背景的各向異性和星系在1-5度角尺度上的漫射。它由西班牙特內里費的加那利群島天文研究所 （英語：Instituto de Astrofísica de Canarias，IAC）於1998年設計和建造。它的名字來源於「中等角度尺度上的宇宙邏輯結構」，指的是宇宙微波背景（CMB）的波動。這個實驗源於之前特內里費島實驗的經驗，需要使用更小的角度尺度和更高的靈敏度。
該實驗由兩個儀器組成，COSMO15（12.7、14.7和16.3 GHz的三個通道）和COSMO11（10.9 GHz的兩手性線偏振）。這兩種儀器都基於圓形掃描天空策略，由一個60轉/分的旋轉平面鏡組成，將天空輻射引導到離軸抛物面天線中，該天線的尺寸在COSMO15中為1.8米，在COSMO11中為2.4米。無論是COSMO11的10–12 GHz和COSMO15的12–18 GHz的頻率範圍內，這些天線將輻射集中在基於低溫冷卻在20K（-253 C）工作溫度下的HEMT接收器上。  在COSMO15儀器中，訊號由一組三個濾波器分割，允許在13、15和17 GHz下同時觀測。因此，在這些頻率下，每天都會獲得四張覆蓋全部赤經與赤緯20度範圍的1度分辯率天空圖。
這項實驗最重要的結果是在英仙座分子雲中探測到了最乾淨地「旋轉的塵埃」。這些是非常小的塵埃顆粒，每秒可以旋轉數千萬次。如果它們有不對稱的電荷，它們可以像許多微小的偶極子天線一樣輻射。由於大塵埃顆粒的熱發射，這種雲在紅外波長下非常明亮，但預期這種類型的塵埃在微波波長下的發射很少。取而代之的是以22 GHz為中心的訊號的大幅度波動，比預期的訊號水準高出50倍。